# Коссаковский, Михаил
Михаил Коссаковский (23 июля 1733 — 18 января 1798) — государственный деятель Великого княжества Литовского, писарь скарбовый литовский, подстолий ковенский, каштелян витебский (1781—1787), воевода витебский (1787—1794) и браславский (1794—1795). Кавалер орденов Белого Орла и Святого Станислава.

## Биография
Происходил из литовского шляхетского рода Коссаковских герба «Слеповрон». Старший из четырёх сыновей стольника жмудского и стражника ковенского Доминика Коссаковского (1711—1743) и Марианны Забелло. Младшие братья — каштелян инфлянтский Антоний, епископ инфлянтский Юзеф Казимир и последний гетман великий литовский Шимон Мартин Коссаковский.
В 1764 году Михаил Коссаковский был избран послом от Ковенского повета на элекционный сейм, где поддержал избрание на польский королевский престол Станислава Августа Понятовского. В 1781 году получил должность каштеляна витебского. В 1787 году Михаил Коссаковский был назначен воеводой витебским. В 1788 году был избран послом на Четырёхлетний сейм.
Противник польской конституции 3 мая 1791 года. Был включен в список польско-литовских послов и сенаторов, составленный в 1792 году российским послом Яковом Булгаковым, выступавших против реформирования устройства Речи Посполитой.
В 1792 году воевода витебский Михаил Коссаковский был назначен советником генеральной конфедерации Великого княжества Литовского в составе Тарговицкой конфедерации. В 1794 году был назначен первым воеводой браславским. В том же 1794 году Михаил Коссаковский стал маршалком Трибунала Великого княжества Литовского, но из-за начала восстания под руководством Тадеуша Костюшко не вступил в эту должность.
В январе 1798 года 64-летний Михаил Коссаковский скончался, был похоронен в родовом имении Коссаковских — Войткушках.
Был женат на Барбаре Зиберг (ум. 1811), от брака с которой имел сына — Юзефа Доминика (1771—1840), ловчего великого литовского и зятя Станислава Щенсного Потоцкого.